# اریکا مرنینگزتار
اریکا مرنینگزتار (به انگلیسی: Erica Morningstar) (زادهٔ ۳ مارس ۱۹۸۹) شناگر اهل کانادا است.